# Villalonga (Misiones)
Villalonga – miasto w Argentynie, w prowincji Misiones, w departamencie Capital.
Według danych szacunkowych na rok 2010 miejscowość liczyła 30 846 mieszkańców.